# Verteuil-sur-Charente
Verteuil-sur-Charente là một xã thuộc tỉnh Charente trong vùng Nouvelle-Aquitaine tây nam nước Pháp. Xã này có độ cao từ 72-133 mét trên mực nước biển.